# 10823 Сакаґутінаото
10823 Сакаґутінаото (10823 Sakaguchi) — астероїд головного поясу, відкритий 16 вересня 1993 року.
Тіссеранів параметр щодо Юпітера — 3,573.
Названо на честь Сакаґуті Наото (яп. さかぐち・なおと(坂口直人) сакаґуті наото).